# Dušanov zakonik
Dušanov zakonik (srbsko Душанов законик)  je najpomembnejši zakonik srednjeveške fevdalne Srbije, sprejet leta 1349 na skupščini v Skopju.

## Nastanek
Dušanov zakonik (v starih rokopisih ga imenujejo Zakon Blagovjernago Cara Dušana), je poleg nomokanona Svetega Save najpomembnejši zakonik fevdalne Srbije. Zakonik je bil sprejet na zborih cerkvenih dostojanstvenikov in plemstva leta 1349 in dopolnjen leta 1354. Njegov namen je bil zavarovati položaj in pooblastila plemstva, dati zakonsko osnovo za posedovanje meropahov in drugih sebarjev in učvrstiti oblast na osvojenih ozemljih z ustanovitvijo enotne balkanske države.
Zakonik je sestavljen iz 135 do 201 člena, odvisno od različice ohranjenega rokopisa.
Prvih 38. členov je posvečenih cerkvi. Sledijo določila, ki se nanašajo na pooblastila plemstva in svobodnjakov in njihove dolžnosti in določila o obvezah nesvobodnega prebivalstva, meropahov in sebarjev. Na koncu so določila o sodstvu, pravicah sodnikov ter kaznih za razna kazniva dejanja in prestopke.
Sestavljalci zakonika so se naslanjali na naslednje zakonske vire: določila iz bizantinskega prava, tako imenovane Vasilike, in razne srbske listine in dogovore. Zakoniku sta dodana dva bizantinska pravna dokumenta: skrajšana Sintagma Matije Vlastarja in Zakonik cesarja Justinjana (Justinjanova kodifikacija), tako da so vsi trije dokumenti kot celota vir za študij prava v Dušanovi državi. 
Po proglasitvi za carja Srbov in Grkov je car Stefan Dušan želel na zakonit način vladati podanikom Bizantinskega cesarstva, zato je bizantinske zakone, kanone in pravna pravila bizantinske cerkve prevzel za svoje. Treba je bilo samo uskladiti nasprotja in razlike v pravnem redu Bizantinskega cesarstva in srbskih pokrajin, kjer se je vladalo po »srbskih običajih«.
Dušanova kodifikacija je bila torej tudi pravna unifikacija, se pravi poenotenje pravnega reda na celotnem ozemlju srednjeveškega Balkana, bizantinsko pravo pa je bilo vgrajeno v temelje srednjeveškega srbskega prava.
Zakonik so začeli pisati več let pred uradnim sprejetjem na skupščini (saboru) v Skopju (še bolj verjetno pa v Serezu) leta 1349. Zakonik je verjetno pisala zakonodajna komisija, čeprav za to trditev v trenutno znanih virih ni nobenega dokaza. Težav pri pisanju je bilo prav gotovo veliko, ker je bilo potrebno natančno poznavanje bizantinskega prava, prejšnjih srbskih pisnih dokumentov, srbskega prava in okoliščin v državi, besedilo pa je moralo biti pred sprejemom v skupščini dobro pripravljeno. O tem, kako se je na zakonik odzvalo plemstvo in ali se je uprlo ali ne, ni nobenih podatkov. Stanje v Srbiji se je v tistem šasu prav gotovo razlikovalo od stanja na  Češkem, kjer se je plemstvo odkrito in uspešno uprlo podobnim namenom Karla IV. Odločen odpor visokega češkega plemstva (panov) je preprečil, da bi bil zakonik Majestas Karolina sprejet. 
Dušanov zakonik so leta 1354 dopolnili z novimi določili. Original zakonika ni ohranjen, obstoja pa več kot dvajset prepisov, od katerih sta najpomembnejša Prizrenski s konca 14. ali začetka 15. stoletja in Struški iz 14. stoletja, ki je verjetno najbližji originalu.

## Prepisi
Danes je znanih 24 rokopisov (prepisov) Dušanovega zakonika. Najstarejši je Struški iz leta 1373/74, v katerem je, ohranjenih samo približno sto členov. Naslednji je Atonski iz leta okoli 1418. Iz približno istega obdobja je tudi Studeniški rokopis. Iz 15. stoletja sta Hilandarski in Bistriški rokopis. Prizrenski rokopis ima najbolj bogato besedilo in je očitno pisan po odlični predlogi, vendar je nastal šele okoli leta 1530. Rakoviški rokopis, ki je bil prepisan okoli leta 1700, je edini, v katerem je zadnjih dvanajst členov zakonika, 189. člen pa je ohranjen edino v Bistriškem rokopisu.

## Knjižne izdaje
Dušanov zakonik je prvi omenil Jovan Rajić v svoji Zgodovini. Rajić je prav gotovo poznal tudi prepise zakonika, ki so jih pisali gimnazijci v Sremskih Karlovcih, vendar so se mu prepisi zdeli premladi, da bi bili vredni njegove pozornosti. Založnik Stefan Novaković je brez Rajićeve vednosti enega od prepisov, ki je bil v lasti bratov Tekelija, priključil njegovi Zgodovini. Prepis je bil eden slabših, vendar je med strokovnjaki naredil velik vtis. Leta 1801 ga je Johan Kristijan Engel prevedel v nemški jezik. Kljub temu, da je Engel slabo poznal srbski jezik in je bil prevod zato slab, je vzbudil veliko zanimanje širokega kroga evropskih učenih bralcev. 
Začelo se je iskanje drugih rokopisov Dušanovega zakonika. Najprej so našli tako imenovani Rakoviški rokopis, ki ga je objavil Georgij(e) Magarašević. Izdaja ni uspela, vendar je dala osnovo za vzporedno preučavanje rokopisa. Pavel Josif Šafařik je leta 1831 opisal tri rokopise: Hodoškega, Rakoviškega in Ravaniškega. Kmalu za tem je objavil prepis v cirilici in latinici in nemški prevod Rakoviškega zakonika z dopolnili iz Hodoškega rokopisa. Do sredine 19. stoletja je bilo znanih že deset prepisov. Nov zagon je prinesel Prizrenski rokopis, ki je bil osnova za tiskano izdajo leta 1870 (S. Novaković). V tej izdaji zakonik ni bil urejen skladno z izvirnikom, pač pa po pravniški logiki, in je zato za preučevanje skoraj neuporaben. Na srečo je Teodor Zigelj že leta 1872 izdal Dušanov zakonik po istem rokopisu in ta izdaja je bila za tiste čase brezhibna. Prizrenski rokopis, katerega starost je močno precenjena, je še dolgo časa ostal osnova za ugotavljanje izvirnega besedila zakonika. Leta 1888 je Timotej Florinski napisal obširno delo o Dušanovi zakonodaji in objavil zakonik po Stupskem rokopisu z obsežnimi komentarji. V svoji drugi izdaji leta 1898 se je zgledoval pa Prizrenskem rokopisu, kateremu je dodal dvanajst členov iz Rakoviškega rokopisa in mnogo dopolnil iz drugih rokopisov, ki jih je iz neznanega razloga sicer podcenjeval. Težko razumljive dele je svobodno priredil. Ta izdaja je še danes osnova za preučevanje in po njej se v strokovnih besedilih navajajo členi in vrstice.
Zadnja izdaja Nikole Radojčića iz leta 1960 je osredotočena na rekonstrukcijo besedila, ki bi bil čim bliže izvirniku, in izreden prevod. Pomanjkljivost te izdaje je, da ne vsebuje različic.

## Novejše knjižne izdaje
- Zakonik cara Stefana Dušana, Beograd, 1975
- Zakonik cara Stefana Dušana (Struški i Atonski rukopis) knjiga 1, Beograd, 1975
- Zakonik cara Stefana Dušana (Studenički, Hilandarski, Hodoški i Bistrički rukopis) knjiga 2, Beograd, 1981
- Zakonik cara Stefana Dušana (Baranjski, Prizrenski, Sisatovački, Rakovački, Ravanički i Sofijski rukopis) knjiga 3, Beograd, 1997